# André Vayson de Pradenne
André Vayson de Pradenne, nacido el 16 de octubre de 1888 y fallecido el 17 de diciembre de 1939 en París, fue un prehistoriador francés.
Enamora de los objetos y de su función, forma después de su juventud una colección de instrumentos etnográficos y prehistóricos. Visita los sitios del valle del río Somme donde se encuentra con Victor Commont. A la muerte de éste, en 1918, el adquiere sus ricas colecciones. Ingeniero civil de minas en 1911, se convierte en profesor en la École d'Anthropologie en 1932 y además se hace cargo del curso de Prehistoria exótica en el Institut d'Ethnologie en 1936 y es nombrado director del Laboratorio de Antropología prehistórica en la École des Hautes Études. Es nombrado presidente de la Société préhistorique française en 1930.
Sus numerosos estudios de industrias líticas del Paleolítico son precisos y innovadores. Introduce particularmente el término «bifaz» que reemplazará la expresión anticuada e inadecuada de «hacha de mano». Tecnólogo avanzado a su tiempo, prevé la posibilidad de estudios trazológicos. En el momento de su fallecimiento, preparó un trabajo sobre las huellas de desgaste y la manera de enmangar el utillaje prehistórico apoyándose con ejemplos etnográficos.
También es conocido por su posición firme contra la autenticidad de los vestigios actuales de Glozel. Este asunto le llevará a redactar una de sus mayores obras, Les fraudes en archéologie préhistorique, en la cual no habla paradójicamente de Glozel, por temor sin duda de ser demandado por difamación.
Se instala en Vaucluse y se implica en la vida local y se convierte en concejal municipal además de alcalde de Murs durante cuatro mandatos y concejal general del cantón de Gordes desde 1919 hasta su muerte. También hace restaurar de su desgaste el castillo feudal de Barroux, en Vaucluse.
André Vayson de Pradenne fallece a los 51 años de una intoxicación con monóxido de carbono que también se llevó a su esposa y su hija.

## Honores
- Caballero de la Legión de Honor y condecorado con la Cruz de guerra (1914-1918).

## Publicaciones
- (1920) « La plus ancienne industrie de Saint-Acheul », L'Anthropologie, t. XXX, pp. 441-496.
- (1922) « L'étude des outillages en pierre », L'Anthropologie, XXXII, pp. 1-32.
- (1932) « La question de la liberté des fouilles archéologiques », Bulletin de la Société Préhistorique Française, t. XXIX, n.º 2, pp. 86-88.
- (1934) « L'industrie des ateliers à maillets de Murs », Extrait du Compte Rendu de la Xe Session du Congrès Préhistorique de France, 1931, pp. 146-179, 18 planches hors texte, photos nb. Monnoyer, 1934, Le Mans.
- (1937) « Les dénominations de l'outillage du Paléolithique inférieur », Revue Anthropologique, t. LX, pp. 91-112.
- (1938) La Préhistoire, Armand Colin, 224 p.
- (1993) Les fraudes en archéologie préhistorique, J. Millon, (L'Homme des Origines), (primera ed. 1932), 512 pp.